# Polskie Radio 1030 AM
Polskie Radio 1030 AM WNVR – polskojęzyczna stacja radiowa, znajdująca się w Chicago, w stanie Illinois w USA. Nadaje dwudziestoczterogodzinny program na falach średnich na częstotliwości 1030 kHz, słyszalny w mieście i w okolicach, jak również w Internecie. Jest największą radiostacją w USA nadającą programy w języku polskim. Program stacji ma charakter słowno-muzyczny. Rozgłośnia transmituje wybrane programy Polskiego Radia. Radio nadaje również część swojego programu w Nowym Jorku jako 910AM WRKL NY. Należy do spółki Polnet Communications Waltera Kotaby.
Stacja rozpoczęła nadawanie w języku polskim na początku lat 90. i była pierwszą rozgłośnią zagraniczną, nadającą swój program wyłącznie w języku polskim. Roczny dochód stacji waha się w granicach 5–10 mln dolarów, a stacja zatrudnia poniżej 50 osób.